# Alessia Schmidt
Alessia Schmidt (geboren 1999 oder 2000) ist eine deutsche Judoka und Behindertensportlerin. Sie repräsentierte Deutschland bei den Special Olympics World Summer Games 2023 in Berlin im Bereich Judo und gewann dort eine Goldmedaille.

## Leben und Karriere
Die Athletin lebt in Bayern. Sie arbeitet in der Augustinum Gärtnerei Hollern in der Pflanzenpflege.
Schmidt nimmt seit den 10. Special Olympics National Summer Games in Hannover 2016 an Wettbewerben von Special Olympics teil. Bei den Special Olympics Deutschland Sommerspielen 2018 in Kiel erwarb sie eine Bronzemedaille in der Wettkampfklasse 2 und brachte im selben Jahr von der G-Judo-EM in London eine Silbermedaille mit nach Hause.
Sie setzte ihre Karriere fort und gewann bei den Special Olympics Deutschland Sommerspielen 2022 in Berlin eine Goldmedaille in der Wettbewerbsklasse Level 2 Individual – F03b. Damit qualifizierte sie sich für die Special Olympics World Summer Games 2023 im folgenden Jahr. Dort belegte Schmidt in der Wettkampfklasse 2 F21b den ersten Platz. Das Finale entschied die Judoka nach nur vier Sekunden für sich und gewann damit Gold.